# عزت‌الله سحابی
عزت‌الله سحابی (متولد ۱۹ اردیبهشت۱۳۰۹، تهران – ۱۰ خرداد ۱۳۹۰، تهران) سیاستمدار، روزنامه‌نگار، اقتصاددان، فعال ملّی مذهبی، رهبر شورای فعالان ملّی مذهبی ایران، عضو شورای انقلاب، عضو شورای ملی صلح، رئیس ستاد بسیج اقتصادی کشور، عضو کمیسیون صنایع و معادن مجلس شورای اسلامی، نمایندهٔ مردم تهران در اولین مجلس خبرگان قانون اساسی، رئیس سازمان صنایع ملی ایران و نمایندهٔ تهران در دوره اول مجلس شورای اسلامی، رئیس سازمان برنامه و بودجه و عضو مکتب متاع بود.
وی فرزند یدالله سحابی از بنیانگذاران نهضت آزادی ایران و پدر هاله سحابی از فعالان حقوق زنان و زندانی سیاسی بود. عزت‌الله سحابی با زری سحابی (زرین دخت عطایی) ازدواج کرد و دارای ۲ فرزند بود. دایی همسر سحابی، مهدی بازرگان بود. او یکی از زندانیان سیاسی سرشناس ایران بود که بیش از ۱۲ سال از عمر خود را در زندان‌های حکومت پهلوی و ۳ سال را در جمهوری اسلامی سپری کرد و در سال‌های اخیر نیز به دلیل حمایت از جنبش سبز تحت بازجویی قرار گرفت.
او مدیر مسئول نشریه ایران فردا بود که پس از دستگیری توسط دادگاه انقلاب و توقیف نشریهٔ ایران فردا به عضویت افتخاری انجمن قلم آمریکا درآمد.

## فعالیت سیاسی قبل از انقلاب

عزت‌الله سحابی در کنار همسر و فرزندش

عزت‌الله به دلیل فعالیت‌های سیاسی پدرش یدالله سحابی که از بنیانگذاران نهضت آزادی ایران-در سال ۱۳۴۰-بود، از کودکی با فعالیت‌های سیاسی آشنا شد.
وی در سال‌های ۱۳۳۳، ۱۳۴۲، ۱۳۵۰، ۱۳۶۹، ۱۳۷۵، ۱۳۷۹ و ۱۳۸۹ دستگیر شد و در زندانهای مختلفی هم چون اوین، قزل‌قلعه و قصر زندانی بود.
سحابی دانش‌آموخته رشتهٔ مهندسی مکانیک دانشکده فنی دانشگاه تهران بود. او در سال‌های ۱۳۲۷ و ۱۳۲۸ در مجله «فروغ علم» و در سال‌های ۱۳۳۱ و ۱۳۳۲ در مجله «گنج شایگان» به عنوان سردبیر این نشریات فعالیت می‌کرد.

### زندان سال ۱۳۴۲
با وقوع کودتای ۲۸ مرداد ۱۳۳۲ سحابی در کمیته دانشگاه «نهضت مقاومت ملی» فعال شد. او مسئولیت توزیع نشریات نهضت، از جمله اعلامیه‌ها و روزنامهٔ «راه مصدق» را برعهده داشت. سحابی در تیرماه ۱۳۳۳ پس از توقیف چاپخانه روزنامهٔ «راه مصدق» دستگیر شد و در بازجویی‌ها مسئولیت تهیه و تنظیم و انتشار و توزیع روزنامه را به تنهایی بر عهده گرفت. پس از آزادی از زندان، بار دیگر فعالیت‌های خود را در نهضت مقاومت ملی و در کمیته انتشارات و تبلیغات آن-به ریاست مهدی بازرگان-پی گرفت. فعالیت‌های او، بار دیگر منجر به دستگیری وی شد و سحابی باز هم مسئولیت انتشار روزنامه را پذیرفت.
او در پس از خرداد سال ۱۳۴۲ با حکم شش ساله راهی زندان شد.

### زندان سال ۱۳۵۰
در آخرین مورد پیش از انقلاب سحابی در سال ۱۳۵۰ به ۱۵ سال حبس محکوم شد و تا ماه‌های آخر حیات حکومت پهلوی در زندان عادل آباد شیراز زندانی بود.

## فعالیت سیاسی پس از انقلاب

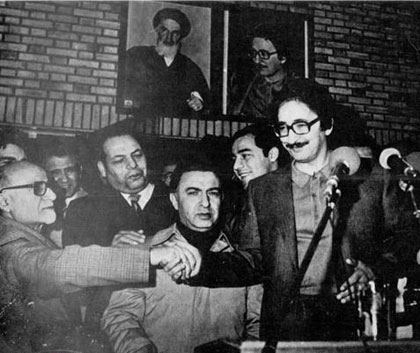
عزت‌الله سحابی در کنار ابوالحسن بنی صدر و مهدی بازرگان پس از پایان سخنرانی بنی‌صدر در مجلس شورای ملی

سحابی عضو شورای انقلاب، رئیس سازمان برنامه و بودجه دولت مهدی بازرگان، نماینده مجلس خبرگان قانون اساسی، نمایندهٔ تهران در دوره اول مجلس شورای اسلامی، و دبیر هیئت اجرایی نهضت آزادی ایران بود. سحابی سال‌ها زندان هر دو حکومت پهلوی و جمهوری اسلامی را تجربه کرده‌بود.
در سال ۱۳۵۸، خمینی، به پیشنهاد دولت موقت و با تصویب شورای انقلاب در مورد هیئت وزیران، سحابی را به‌عنوان وزیر مشاور و سرپرست سازمان برنامه و بودجه منصوب کرد. پس از استعفای دولت موقت نیز، با پیشنهاد شورای انقلاب، وی مجدداً به همین سمت گماشته شد.
در زمان حضورش در شورای انقلاب،  سحابی از موافقان طرح مصادره اموال پنجاه و سه نفر از صنعت‎‎گران و کارآفرینان، قانون حفاظت و توسعه صنایع ایران، بود. نظر عزت‌الله سحابی در مورد مصادره‌ها اینگونه بود: «اتهام بزرگ همه صنعتگران این بود که پای امپریالیسم را به کشور باز کرده بودند.»
در سال ۱۳۵۹، وی مسئولیت تأسیس بسیج اقتصادی، ریاست کمیسیون برنامه مجلس، و عضویت در هیئت پنج‌نفره قانون حفاظت از صنایع را بر عهده گرفت.

### مخالفت با گنجانده شدن اصل ولایت فقیه در قانون اساسی
در مجلس خبرگان قانون اساسی در بین مخالفان غیر روحانی سحابی به اتفاق مقدم‌مراغه ای و ابوالحسن بنی صدر و علی گلزاده غفوری و سید احمد نوربخش از بین روحانیون آیت الله محمود طالقانی، مرتضی حائری یزدی فرزند بنیان‌گذار حوزه علمیه قم و آیت الله مکارم شیرازی از جمله کسانی بودند که به ولایت فقیه رأی منفی دادند.
عزت‌الله سحابی، نماینده استان تهران با تشریح دیدگاه رهبران مذهبی مشروطه مبنی بر مشروعیت آرای اکثریت و حکومتی که در عصر غیبت بر این اساس مبتنی می‌شود و نظارت بیرونی را جایگزین نظارت درونی (عصمت) می‌کند، اظهار می‌دارد که پیش‌نویس بر اساس این دیدگاه تنظیم شده‌است و اساس ولایت فقیه مربوط به مقام استنباط حکم است، نه مقام اجرا.
او در بازنگری در قانون اساسی جمهوری اسلامی در سال ۱۳۶۸ که ولایت مطلقه فقیه به قانون اساسی افزوده شد، نیز به ولایت مطلقه فقیه رای منفی داد.

#### تأسیس مجله ایران فردا
او در سال ۱۳۷۰ مجله ایران فردا را منتشر کرد که به روزگار خود از حرفه‌ای‌ترین و بانفوذترین نشریات ایران بود. ایران فردا در سال ۱۳۷۹ توقیف شد و از دهم خرداد ۱۳۹۳ با رفع توقیف و با هیئت تحریریهٔ جدید، انتشارش از سر گرفته شد.

#### جدایی از نهضت آزادی و تأسیس گروه ملی مذهبی
وی در ابتدا از اعضای نهضت آزادی ایران بود، ولی پس از انقلاب، در پی اختلاف در مورد مواضع اقتصادی و سیاسی با نهضت آزادی ایران، به همراه ۱۲ تن دیگر از جمله محمد بسته نگار، محمدعلی رجایی و محمدمهدی جعفری از نهضت آزادی جدا شد. او بعدها گروه فعالان ملی مذهبی را تشکیل داد. سحابی تا زمان مرگش ریاست گروه ملی مذهبی را عهده‌دار بود. وی هم چنین از حامیان جنبش سبز و شرکت کنندگان در کنفرانس برلین بود.
در دوران بازداشت نامه‌ای از وی به بیرون از زندان انتقال یافت که خطاب به مقامات قضایی ایران خواستار مرگ خود شده بود. این نامه در داخل ایران بازتاب فراوانی داشت و مورد توجه رسانه‌های بین‌المللی قرار گرفت.

### زندان در سال ۱۳۶۹
در سال ۱۳۶۹ اقدام به تهیه و انتشار نامه‌ای خطاب به علی اکبر هاشمی رفسنجانی نمود که به نامه ۹۰ امضایی مشهور شد. برخی از کسانی که این نامه را امضا کرده بودند در مدت کوتاهی مجبور به پس گرفتن امضای خود شدند و سپس ۲۳ نفر از امضا کنندگان نامه دستگیر شدند که ابوالفضل بازرگان، ابراهیم یزدی و عزت‌الله سحابی جزو آن‌ها بودند. کتاب در میهمانی حاج آقا بخشی از فشارهای جسمی و روحی این دوران را نقل کرده‌است. در این دوره عزت‌الله سحابی در سال ۱۳۶۹ و در زمان مسئولیت سعید امامی، معاون بانفوذ علی فلاحیان وزیر وقت اطلاعات به مدت چند ماه تحت بازجویی‌های سنگین برای «اعتراف کردن» علیه خود و همفکرانش قرار گرفت.
سحابی در این مورد گفت: «ما به آقای هاشمی نامه اعتراضی نوشتیم. اعتراض ما به آقای هاشمی این بود که اولاً اوضاع اقتصادی کشور بسیار خراب است. فقر و اختلاف طبقاتی بسیار فاحش است. دوم اینکه وضع سیاست خارجی ما به گونه‌ای است که ما در انزوای کامل قرار گرفته‌ایم و همهٔ دنیا با ما مخالف هستند. در رابطه با این نامه، ۲۳ نفر را بازداشت کردند که یکی از آن‌ها من بودم… بعد از دستگیری‌ها، در کمیسیون برنامه و بودجه مجلس، چند تن از نمایندگانی که مرا می‌شناختند، به آقای هاشمی اعتراض کردند که چرا عزت‌الله سحابی را گرفتی؟ آقای هاشمی پاسخ داده بود: رویش زیاد شده بود، می‌خواستیم رویش را کم کنیم.»
اعترافات تلویزیونی سال ۱۳۶۹ سحابی در سال ۱۳۷۵ به همراه اعترافات علی‌اکبر سعیدی سیرجانی و غلامحسین میرزاصالح، که پس از ماه‌ها شکنجه و زندان انفرادی اخذ شده بود، در برنامه‌ای به نام برنامه هویت از تلویزیون پخش شد که در آن به جرم جاسوسی علیه خود و یارانش معترف گردید.
سحابی در سال ۱۳۷۶ به درخواست یدالله سحابی به همراه ابراهیم یزدی و علی‌اکبر معین‌فر و حبیب‌الله پیمان نامزد انتخابات ریاست جمهوری شدند که توسط شورای نگهبان رد صلاحیت شدند.

### زندان در سال ۱۳۷۹

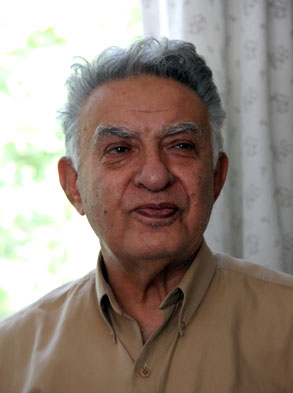
عزت‌الله سحابی در منزلش در تهران، سال ۱۳۸۴

سحابی در آذر ۱۳۷۹ به جرم شرکت در کنفرانس برلین توسط قاضی مقدس، به ۶ سال زندان محکوم شد و پس از آن مجدداً در اسفند سال ۱۳۷۹ به همراه حدود ۴۰ نفر از دیگر فعالان ملی-مذهبی در جلسه شورای فعالان ملی مذهبی، به حکم قاضی حداد و توسط اطلاعات سپاه به جرم براندازی نظام جمهوری اسلامی بازداشت شد و مدت‌ها تحت شکنجه روانی قرار گرفت و به ۱۱ سال زندان محکوم شد و بعد از سپری کردن نزدیک به ۲ سال حبس، با وثیقه ۲۰۰ میلیون تومانی از زندان خارج شد. او خود این دورهٔ زندان از زندان‌های ۱۵ سالهٔ خود را سخت‌ترین دوره دانسته‌است. یدالله سحابی پدر عزت‌الله سحابی نیز در سال ۱۳۷۹ در اعتراض به زندانی شدن عزت‌الله سحابی و اعضای نهضت آزادی در مقابل مجلس تحصن کرد که با وساطت مهدی کروبی به تحصن خود پایان داد.

عزت‌الله سحابی در مصاحبه با دو ماهنامه چشم‌انداز ایران گفت که به دعوت دفتر تحکیم وحدت پس از حمله به کوی دانشگاه تهران در ۱۸ تیر ۱۳۷۹ به کوی دانشگاه رفت و در آنجا سخن رانی کرد:
شب‌ها جلوی دانشگاه شلوغ بود. بالاخره دانشجویان دفتر تحکیم وحدت از من خواستند که برای دانشجویان صحبت کنم شاید آنان به حرف من گوش کنند… من به پشت تریبون رفتم و به مدت ۴۵ دقیقه درآنجا صحبت کردم. درصحبتم حادثه کوی دانشگاه تهران را درقیاس با حادثه ۱۶ آذر سال ۳۲ بسیار تهاجمی تر و بیرحمانه تر ذکر کردم. درآن جا تأکید کردم که دانشجویان متوجه باشند که برایشان طرحی ریخته شده تا به خیابان‌ها بیایند و آن‌ها نیز دانشجویان را سرکوب کنند. نهضت دانشجویی درآن زمان داغ بود و گفتم که می‌خواهند جنبش را ادب کنند. در نهایت نیز اعلام کردم که به مصلحت نیست وارد خیابان بشوید، بهتر آن است که به تحصن خود در دانشگاه ادامه بدهید و طی تحصن خواستار تعقیب فرماندهانی که عملیات کوی را برعهده داشتند بشوید.
همزمان با واقعه ۱۸ تیر سفارت آمریکا در دبی با وی تماس گرفته تا در سرنگون کردن نظام جمهوری اسلامی از دیدگاه‌های وی استفاده کرده و در آینده کشور به عنوان یکی از رهبران مطرح شود، او می‌گوید با وجود اختلاف نظر با مقامات ایران در برابر دخالت بیگانه مانند یک سرباز از کشورش دفاع می‌کند.

اما او در سال ۱۳۷۹ پس از شرکت در کنفرانس برلین دستگیر شد و حضور وی در کوی دانشگاه تهران پس از حمله به آن نیز مورد توجه سعید مرتضوی و دستگاه‌های امنیتی قرار گرفت. او دربارهٔ دوران بازداشت چندین ماهه‌اش می‌گوید: 
در اواخر آذر ۱۳۷۹ مرا دستگیر کردند. البته من به دنبال کنفرانس برلین یک بار دیگر هم بازداشت شدم. دو ماهی درآن زمان درزندان بودم ودرآمدم. در پاییز سال ۷۹ محاکمه شدم و قاضی مقدس مرا به ۶ سال حبس محکوم کرد. ۵ سال و شش ماه برای جریانی که هدفش براندازی جمهوری اسلامی ایران بوده‌است. بعد از این ماجرا به مناسبت ۱۶ آذر من را به دانشگاه امیرکبیر دعوت کردند. من آن جا صحبت کردم که بلافاصله بعد از آن صحبت‌ها شاید ۱۸ یا ۱۹ آذر بود که به دادگاه انقلاب احضار شدم… درزندان انفرادی بازجویی‌هایی آغاز شد که تا آن موقع سابقه نداشت. درجریان مسایل کنفرانس برلین بنده توسط قاضی مرتضوی بازجویی شده بودم ولی رفتار این‌گونه نبود، محترمانه بود، دربازجویی‌های جدید توهین وتهمت امثال این‌ها شدید بود. در این بازداشت که از اواخر آذر ۱۳۷۹ شروع شد من به مدت شش ماه درزندان انفرادی بودم آن هم به صورت چشم بسته و اصلاً نمی‌دانستم کجا هستم. من خیلی به زندان افتاده‌ام، اما بازجویی که آن بار شد حتی قبل از انقلاب و بعد از آن هم از من این‌گونه بازجویی نشده بود. رفتارهایی با من انجام شد که بعدها که آزاد شدم درمجله آفتاب خواندم تحت عنوان شکنجه سفید به تازگی در زندان‌های جمهوری اسلامی مرسوم شده‌است. شکنجه سپید شکنجه‌ای است که زندانی را نمی‌زنند، بلکه با تلقین مداوم و توهین به همراه تهمت‌های خیلی سنگین که به هیچ وجه به آدم نمی‌چسبد، روحیه زندانی را می‌شکنند تا بتوانند به این ترتیب در زندانی نفوذ و شخصیت او را عوض کنند. این رفتار با من در زندان انجام شد. به گونه‌ای بود که از بعدازظهر به بازجویی می‌رفتم و تا فردا صبح این بازجویی ادامه داشت و نماز صبح را در مکان بازجویی می‌خواندم. ۱۸ ساعت مداوم از من بازجویی می‌شد. وروزبعد این روند به همین صورت ادامه داشت.
علی‌اکبر ناطق‌نوری نیز در خاطرات خود نوشت که خواستار اعدام سحابی بوده‌است.
منابع مختلف از او با نام اپوزیسیون یاد می‌کنند. با این حال در سال ۱۳۸۷ سحابی در پاسخ خبرنگاری که از او پرسید شما اپوزیسیون هستید یا پوزیسیون؟ گفت: «ما تکلیف‌مان را با نظام و اصل جمهوری اسلامی مشخص کرده‌ایم و بارها گفته‌ایم که به قانون اساسی جمهوری اسلامی ایران وفاداریم. من برانداز نظام نیستم نه به دلیل اینکه در نظام هیچ اشکالی نمی‌بینم بلکه به این خاطر که اندک فتوری در اقتدار حکومتی ایران باعث آشوب و بلوا از اطراف و اکناف می‌شود… فروپاشی یا تضعیف حکومت مرکزی مساوی است با فروپاشی ایران.» وی همچنین در سال ۱۳۸۸ در بیانیه‌ای خطاب به ایرانیان خارج از کشور از سوق یافتن حرکت مدنی و مسالمت‌آمیز معترضان ایرانی به سوی خشونت ابراز نگرانی کرده و چنین گرایشی را به نفع حکومت و به زیان معترضان دانسته‌است. او شبیه‌سازی شرایط امروز ایران با شرایط سال ۱۳۵۷ را رد کرد و گفت: «انقلاب در ایران فعلی، نه شدنی است و نه درست.»

### حکم زندان در سال ۱۳۸۹
سحابی در فروردین ماه ۱۳۸۹، در نامه سرگشاده‌ای ضمن انتقاد شدید از نحوه رفتار با زندانیان زن و مرد در دوره بعد از انتخابات ریاست جمهوری دهم ایران، از خدا خواست که یا اوضاع کشور را دگرگون کند یا مرگ او را برساند.
عزت‌الله سحابی در زمستان سال ۱۳۸۹ در سن ۸۰ سالگی و تنها چند ماه قبل از پایان عمرش، به اتهام «تبلیغ علیه نظام از طریق حضور مکرر در تجمعات غیرقانونی و اخلال در نظم عمومی» به دو سال حبس محکوم شد.
دختر او هاله سحابی از فعالان زنان و عضو مادران صلح ایران نیز پس از اعتراضها به نتایج انتخابات ریاست جمهوری دهم ایران در سال ۱۳۸۸ از سوی شعبه ۲۶ دادگاه انقلاب اسلامی تهران به اتهام تبلیغ علیه نظام از طریق حضور مکرر در تجمعات غیرقانونی و اخلال در نظم عمومی به ۲ سال حبس محکوم شد. هاله سحابی در مراسم تشییع جنازه عزت‌الله سحابی، در اثر درگیری با نیروهای امنیتی کشته شد.

### تألیفات
سحابی در دوران فعالیت سیاسی خود که به ۶ دهه می‌رسد ده‌ها مقاله و کتاب از جمله کتاب «ناگفته‌های انقلاب و مباحث بنیادی ملی» را منتشر ساخت.
در سال ۱۳۸۸ جلد اول کتاب خاطرات وی با عنوان «نیم قرن خاطره و تجربه» نیز منشتر گردید که خاطرات فعالیت سیاسی وی را تا سال انقلاب در بر می‌گیرد این کتاب توسط نشر فرهنگ صبا منتشر شد.
جلد دوم خاطرات عزت‌الله سحابی در سال ۱۳۹۲ توسط انتشارات خاوران در خارج از ایران (فرانسه - پاریس) به نشر رسید.

## درگذشت
عزت‌الله سحابی در بامداد ۱۰ خرداد ۱۳۹۰ در بیمارستان مدرس تهران و پس از ۶۰ سال فعالیت سیاسی درگذشت. در بیانیه‌ای که شورای فعالان ملی مذهبی ایران منتشر ساخت آمده‌است که وی در آخرین لحظات هوشیاری می‌گفت:
زندگی مردم سخت شده‌است. خدا می‌داند که من چقدر برای ایران نگرانم! من دارم می‌میرم و کاری برای ایران نکردم.

 او هنگام مرگ ۸۱ سال داشت.
با تجمع حدود ۱۰۰ نفر از نزدیکان خانوادگی سحابی در منزل وی در لواسان، نیروهای امنیتی و گارد ویژه حضور پیدا کردند که در محدوده منزل وی جو امنیتی ایجاد شد.

### تشییع

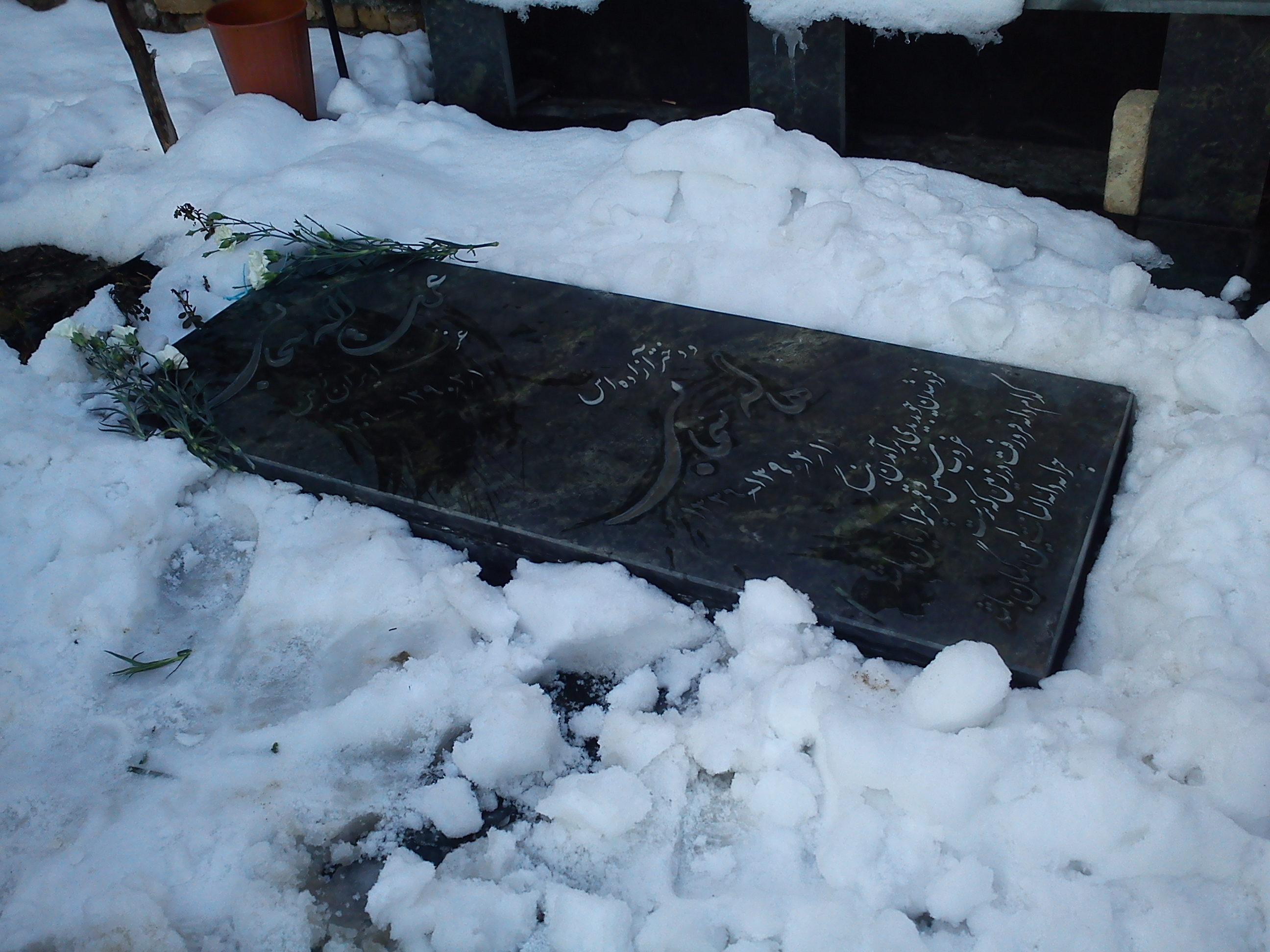
عزت‌الله سحابی در جوار دخترش

مراسم تشییع وی در روز ۱۱ خرداد با حضور فعالان سیاسی نظیر هاله سحابی، احمد منتظری، عبدالله نوری، حبیب‌الله پیمان، هاشم صباغیان و سید محمود دعایی در لواسان (محل سکونت وی) و در فضایی امنیتی برگزار گشت.
در این مراسم، هاله سحابی که برای تشییع جنازه پدرش، عزت‌الله سحابی به محل قبرستان رفته‌بود، در پی درگیری با نیروهای امنیتی و پس از ضرب وشتم در ناحیه ریه و شکم، دچار «سکته قلبی» شده و کشته شد. در این راستا منصور سحابی، برادر عزت‌الله سحابی در گفتگوی کوتاهی اعلام کرد ایست قلبی او ناشی از ضرباتی است که به شکم و ریه او وارد شده‌است و به دست نیروهای امنیتی کشته شده‌است. احمد منتظری در واکنش به کشته شدن هاله سحابی گفت: مرگ هاله سحابی بر اثر خشونت و ضربه مأموران بود؛ مقامات نظام باید فوراً رسیدگی کنند. محمد معتقد لاریجانی، فرماندار شمیرانات؛ فرمانده نیروهای لباس شخصی در مراسم تشییع جنازه عزت‌الله سحابی بود. او پیش از این فرمانده حملات به منزل مهدی کروبی بود. حامد منتظری، نوه آیت الله منتظری و پسر احمد منتظری نیز در مراسم تشییع پیکر عزت‌الله سحابی، بازداشت شد. دوازده نفر در این مراسم بازداشت شدند. در این مراسم درگیری‌هایی بین مأموران امنیتی و حامد سحابی پسر عزت‌الله سحابی رخ داد و از اقامه نماز میت توسط احمد منتظری جلوگیری شد. هاشم صباغیان از اعضای نهضت آزادی نیز تحت تأثیر وضعیت پیش آمده دچار فشار قلبی و تهوع شده و به بیمارستان منتقل شد.
هم چنین پیکر هاله سحابی فرزند عزت‌الله سحابی، برای دفن شبانه به لواسان منتقل شد.

### واکنش‌ها
- احمد منتظری فرزند حسینعلی منتظری با انتشار پیام تسلیتی گفت:

حسرت و اندوه برای کسانی است که به آن عزیز ظلم کرده و او را از آزادی، که حق طبیعی هر انسانی است، محروم کردند و شکنجه‌اش نمودند. آنان اگر از اعمالشان توبه نکرده و رضایتش را تحصیل نکرده باشند، در دنیا و آخرت باید پاسخگو باشند.
- اسدالله بیات زنجانی از مراجع تقلید، جبهه مشارکت، مجمع مدرسین و محققین حوزه علمیه قم، آیت الله صانعی، سازمان مجاهدین انقلاب اسلامی، خانواده علی شریعتی، دفتر تحکیم وحدت (اکثریت)[۶۳] و علی‌اکبر هاشمی رفسنجانی با انتشار بیانیه‌هایی درگذشت وی را تسلیت گفتند.[۶۴][۶۵][۶۶][۶۷][۶۸][۶۹][۷۰]
- محمد نوری‌زاد نیز در پیامی در صفحه فیس‌بوک خود نوشت: «این روزها چه بد است که عزت‌الله سحابی، بی سرو صدا، رخت از این دنیا بر می‌بندد، تا دنیا را، با همه وسعتش، برای ما باقی گذارد.[۷۱]
- شورای فعالان ملی-مذهبی با انتشار بیانیه‌ای عزت‌الله سحابی را نماد شصت سال مبارزه و تلاش بی‌وقفه برای آزادی، دموکراسی، عدالت و پیشرفت ایران دانست.[۶۳]
- شورای هماهنگی راه سبز امید نیز با انتشار پیام تسلیت اعلام کرد همه را به حضور در مراسم بزرگداشت او و پیروی از شیوهٔ سیاست‌ورزی اخلاقی عزت‌الله سحابی دعوت می‌کند.[۶۳]
- شیرین عبادی نیز در پیامی در گذشت سحابی را تسلیت گفت. در قسمتی از این پیام آمده‌است: درگذشت سحابی، ضایعه‌ای برای کسانی است که به فردای ایران می‌اندیشند.[۷۲]
- محمد خاتمی نیز در پیامی درگذشت عزت‌الله سحابی را تسلیت گفت.[۷۳]

## سوابق شغلی
- عضو شورای انقلاب
- نماینده دور اول مجلس شورای اسلامی
- نماینده دور اول مجلس خبرگان قانون اساسی
- رئیس سازمان برنامه و بودجه
- عضو شورای ملی صلح
- رئیس سازمان صنایع ملی ایران[۳]
- ریاست ستاد بسیج اقتصادی کشور[۷۴]
- عضو کمیسیون صنایع و معادن مجلس شورای اسلامی
- مدیر عامل شرکت تست[۷۵]
- مدیریت کارخانه صافیاد[۷۶]
- مدیریت شرکت شرکت سهامی انتشار[۷۶]
- مدیریت کارخانه‌های سنگ معدن[۷۶]
- رهبر گروه فعالان ملی مذهبی
- دبیر هیئت اجرایی نهضت آزادی ایران
- سردبیر و مدیر مسئول نشریات راه مصدق، گنج شایگان، فروغ علم و ایران فردا